# Waisenhaus (Varel)

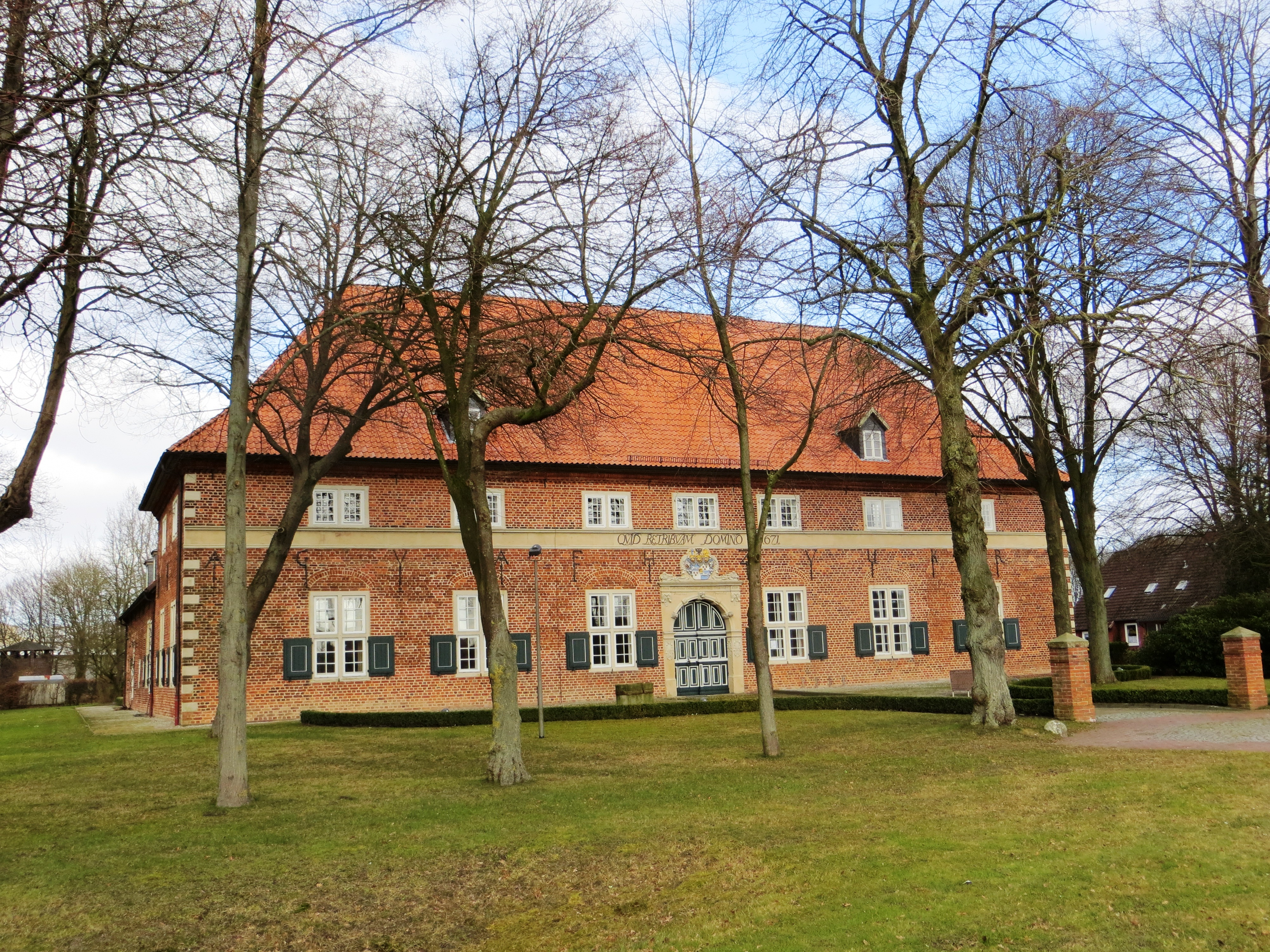
Ansicht des Gebäudes

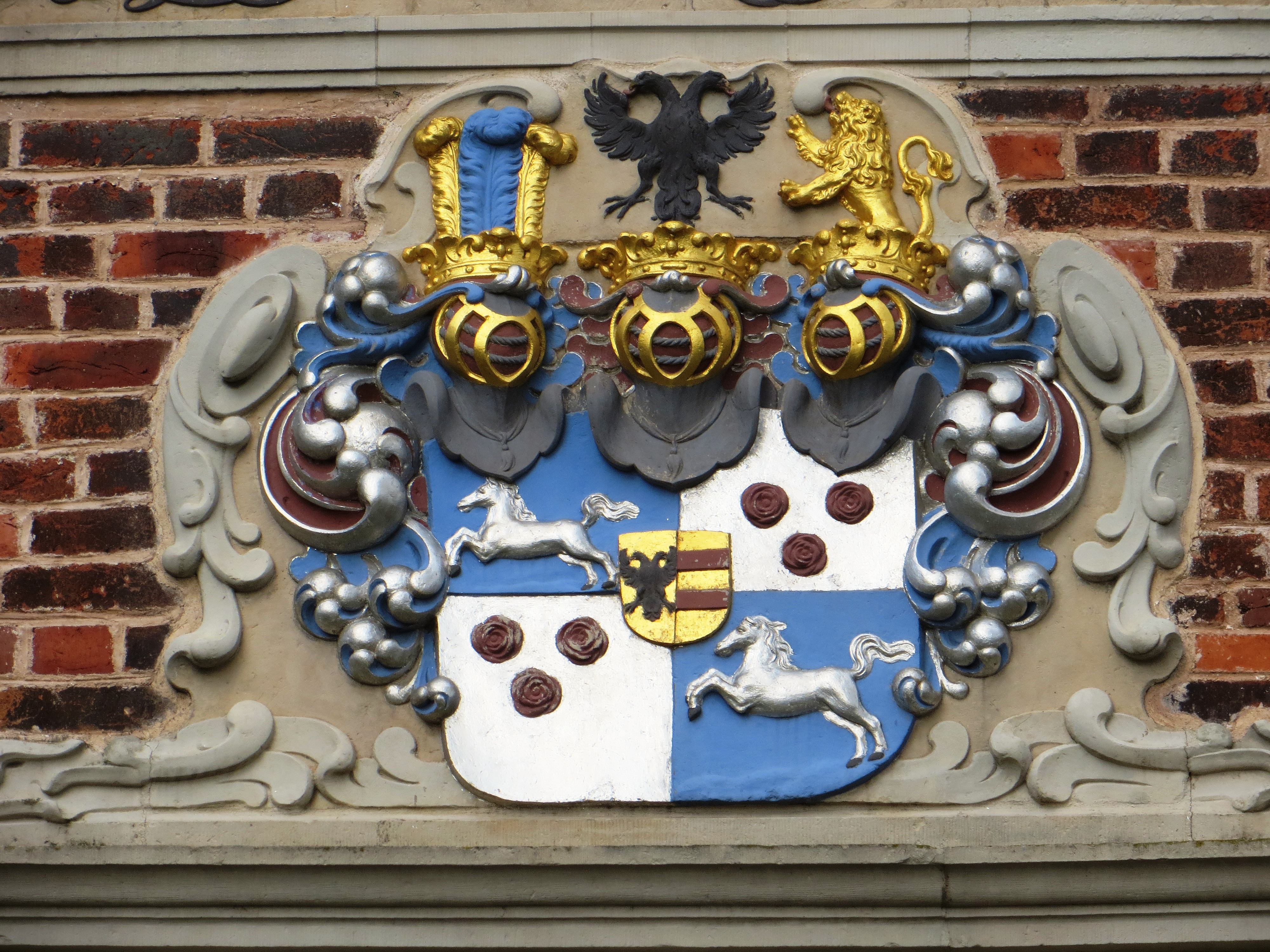
Detailansicht mit dem Wappen des Stifters Anton I. von Aldenburg

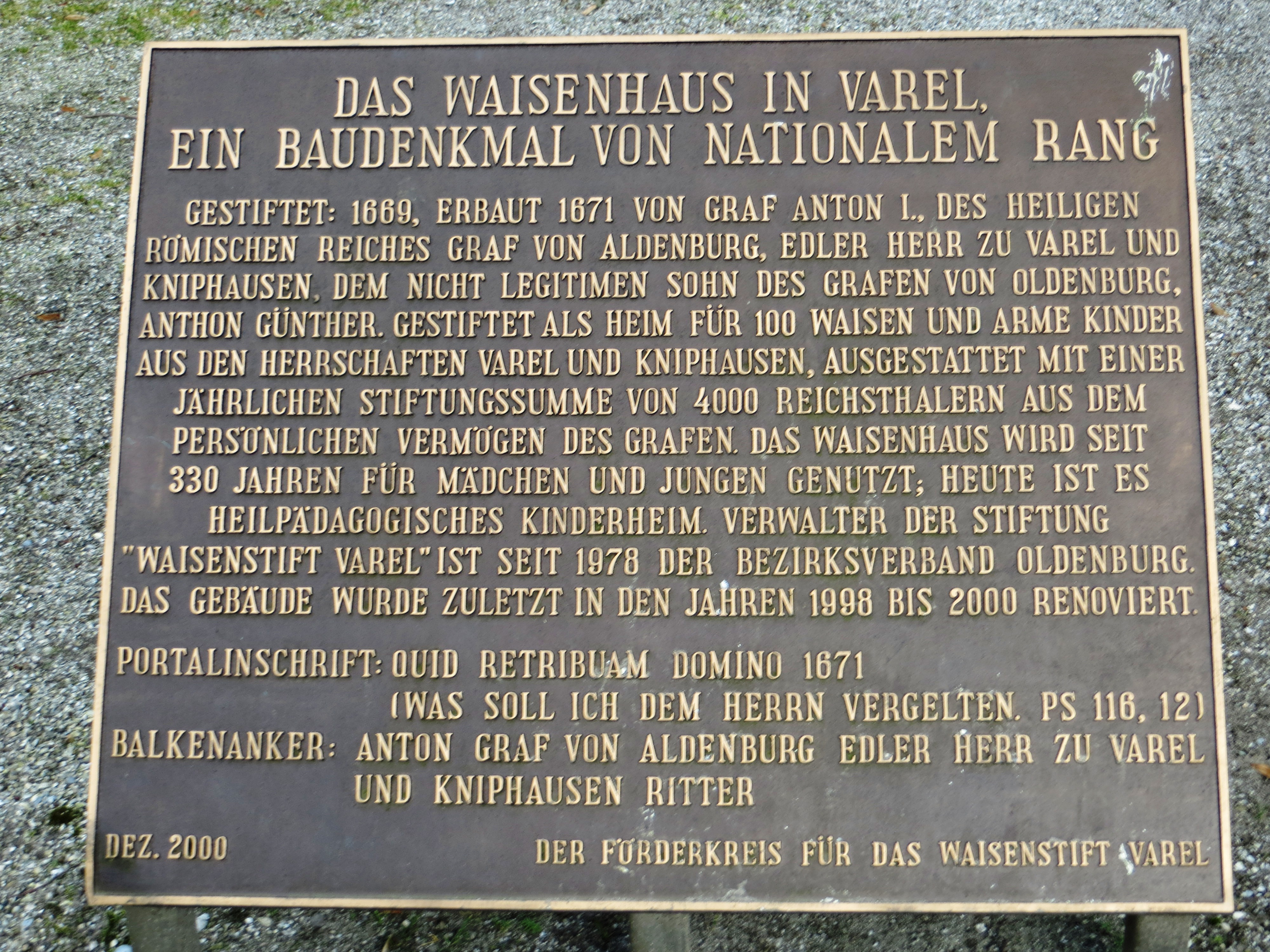
Gedenkplakette

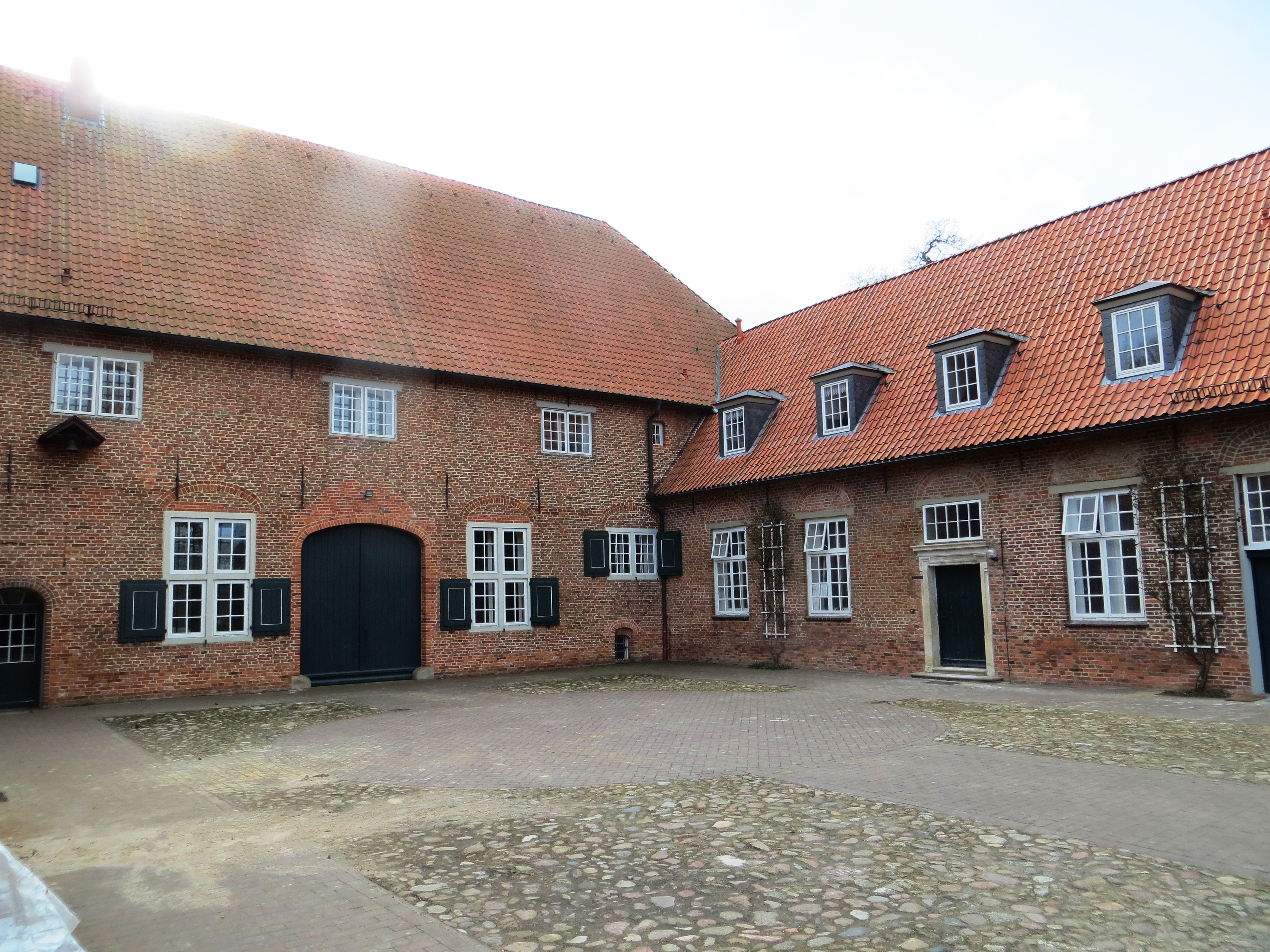
Blick in den Innenhof

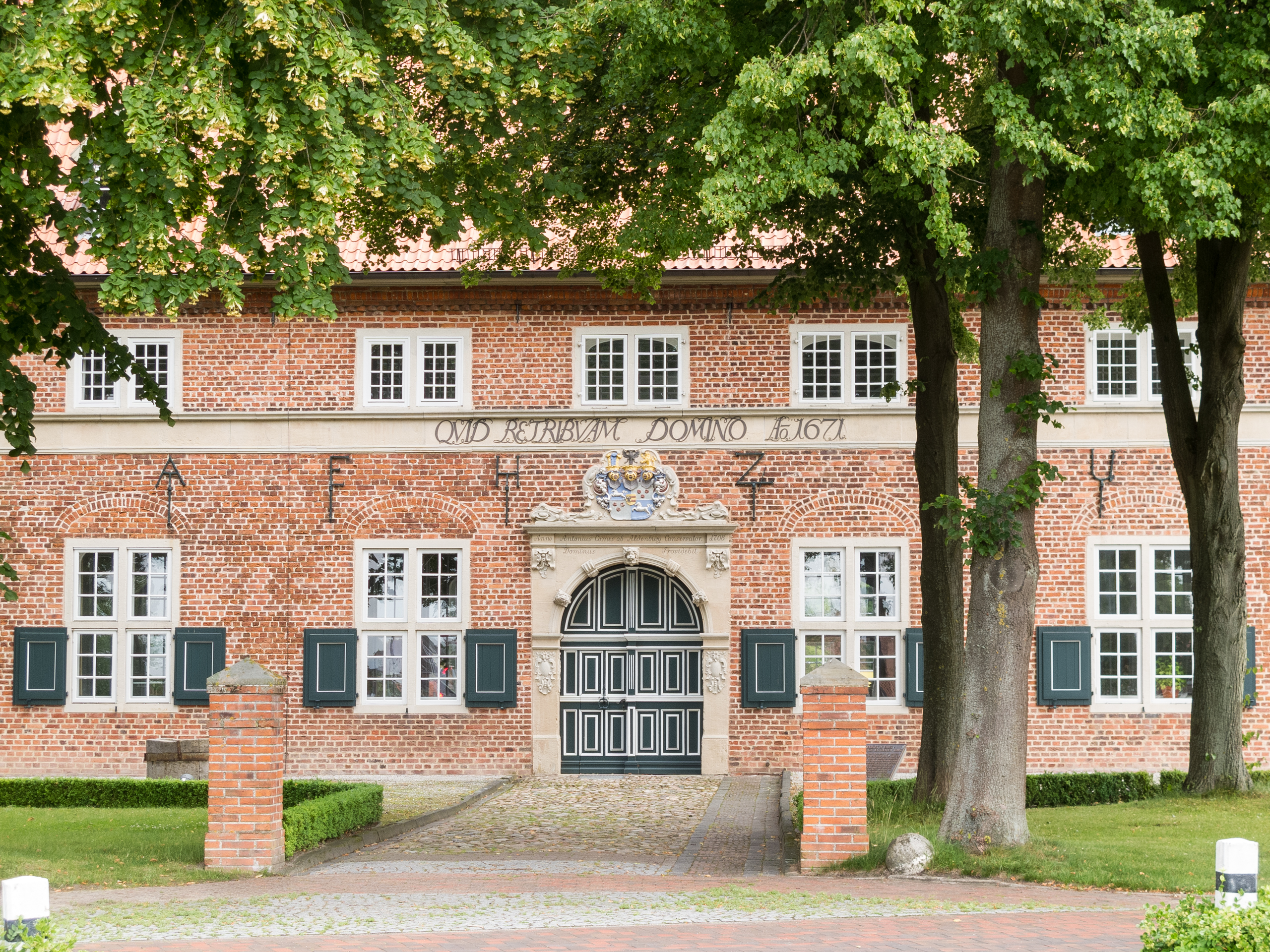
Waisenhaus Varel

Das Vareler Waisenstift ist ein unter Denkmalschutz stehendes Waisenhaus in der niedersächsischen Stadt Varel, errichtet in der zweiten Hälfte des 17. Jahrhunderts. Dem ursprünglichen Stiftungszweck dient das Stift auch heute noch.

## Lage und Aufbau
Am westlichen Stadteingang wirkt die imposante Fassade des Waisenhauses auf ihre Betrachter. Das Backsteingebäude ist U-förmig angelegt, zweigeschossig im Hauptbau, der zur Straße ausgerichtet ist und eingeschossig in den beiden Flügeln.
Über der Eingangstür am Mittelbau lautet eine Inschrift: „QUID RETRIBUAM DOMION AD 1671“ („Wie soll ich mich dem Herrn dankbar erweisen 1671“).
Die erste Außenwohngruppe wurde 1982 in einem Wohnhaus in Rastede untergebracht, ein Jahr später folgte die zweite Gruppe in einem Haus in Winkelsheide und im Jahr 1992 wurde ein drittes Wohnhaus in Rallenbüschen erworben. Auf dem ursprünglichen Gelände des Waisenstifts befinden sich neben dem Hauptgebäude ein weiteres Verwaltungsgebäude und drei 1980 errichtete Wohnhäuser für Kinder.

## Heutige Nutzung
Auch heute ist der Stiftungsgedanke weiterhin umgesetzt; in den Wohngemeinschaften und auch im Hauptgebäude werden nach wie vor Kinder untergebracht und auch unterrichtet. Das Waisenstift ist ein heilpädagogisches Kinderheim, dessen Räumlichkeiten unter anderem auch kulturell genutzt werden.
Seit der aufwendigen Restaurierung ist auch das Hauptgebäude wieder vielfältig nutzbar, beispielsweise kann das sogenannte Regentenzimmer für Trauungen und Veranstaltungen genutzt werden. Außerdem finden im Waisenhaus regelmäßige Veranstaltungen wie die Weihnachtskonzerte statt.

## Geschichte

### 17. Jahrhundert
Die Geschichte des Waisenhauses ist eng verbunden mit der Geschichte der Herrschaften in Varel.
Im Jahr 1663 vermachte der Oldenburger Graf Anton Günther seinem unehelichen Sohn Anton I. von Aldenburg die Edle Herrschaft Varel, die Vogtei Jade sowie die Freie Herrschaft Kniphausen. Lange Verhandlungen und hohe Abstandszahlungen machten diese Übertragungen überhaupt möglich.
Wahrscheinlich auch als Dank an seinen Vater ließ Anton I. zwischen 1669 und 1671 das Waisenstift errichten. Der soziale Grundgedanke bezüglich der Einrichtung spezieller Waisenhäuser ist ein eher neuzeitlicher Aspekt, der für diese Zeit herausragend ist. Dennoch entsprach die Gründung den pietistischen Bestrebungen der Zeit und das Gebäude ist neben der Schloßkirche und nach dem Abbruch des Schlosses das einzige architekturgeschichtlich bedeutende herrschaftliche Gebäude, das noch erhalten ist.
Der Hintergrund des Waisenhauses als eigene Einrichtung schließt einen pädagogischen Anspruch mit ein: „Hier sollen materiell und seelisch-geistig unversorgte Kinder durch religiös geprägte Anstaltserziehung, verbunden mit einfacher Berufsausbildung, dahin gebracht werden, der Gesellschaft nützlich zu sein oder ihr später wenigstens nicht zur Last zu fallen.“
Bevor die Stiftung vollendet wurde, starb Anton I. am 27. Oktober 1680. Das hatte zur Folge, dass der dänische König Christian V. Besitzansprüche  hatte, die Varels Unabhängigkeit erneut gefährdeten. Das Oldenburgische Traktat vom 12. Juli 1693 beendete die Verhandlungen mit dem Ergebnis, dass die Edle Herrschaft Varel zwar unter der Oberhoheit Dänemarks stand, jedoch im Besitz der Aldenburger war.

### 18. Jahrhundert
Die Situation des Waisenstifts zu Anfang des 18. Jahrhunderts war von finanziellen und verwaltungsbezogenen Missständen geprägt. Die Schäden von Sturmfluten bedeuteten hohe Wiederherstellungskosten, die zum Teil mit Rückzahlungsfristen von der Oldenburgischen Deichkasse gewährt wurden. Die Weihnachtsflut von 1717 zwang Anton II., den Sohn Antons I., die Schweiburger Ländereien zu verkaufen, da keine finanziellen Alternativen möglich waren.
1738 starb Anton II. Das ursprüngliche Kapital des Waisenstiftes sank von 21.287 Thalern (1716) auf nur 5.734 Thaler (1738).
Nach dem Tod Antons II. trat seine Tochter Charlotte Sophie ihr Erbe an und heiratete den hierdurch zum Reichsgrafen aufsteigenden Wilhelm von Bentinck; die Ehe wurde kurz darauf im Jahr 1740 geschieden. Die Schuldensumme stieg weiter an und Varel wurde unter oldenburgische Herrschaft gestellt. Somit ging Varel von Aldenburger Besitz zu den Bentincks über.
In den Jahren 1759–1768 regierte Graf Christian Friedrich Anton von Bentinck Varel und die finanzielle Lage entspannte sich langsam. Durch weitere Zuwendungen wuchs das Kapitalvermögen des Stifts im Jahr 1777 wieder auf 25.964 Thaler an. Im Jahr 1811 wurden Varel und Oldenburg durch das Französische Kaiserreich annektiert und die Zinsen für das Waisenhaus blieben aus. Während der Besetzung wurde das Gebäude als Lazarett, Magazin und schließlich als Gefängnis genutzt. Die Stärke des Grafen von Bentinck verhinderte weitere Einmischungen der Franzosen.
Für den Grafen Wilhelm Gustav Friedrich (Sohn von Christian Friedrich Anton) hatte es in den Folgejahren höchste Priorität, die Herrschaften Kniphausen und Varel zurückzugewinnen. Er machte sein Anliegen auf dem Wiener Kongress deutlich, wurde jedoch erst auf dem Aachener Kongress 1818 angehört. Die Rückgewinnung der Rechte an Varel und Kniphausen wird in dem 1825 formulierten Berliner Vertrag festgehalten.

### 19. Jahrhundert
Jahrelange Erbauseinandersetzungen mit Erben in Holland und England hatten zur Folge, dass der Oldenburgische Staat durch einen Ankauf Varels und Kniphausens die Grafenherrschaften im Jahr 1854 beendete.
Durch den Kauf folgte ein wirtschaftlicher Aufschwung, Varel wurde ein wichtiger Industriestandort im Oldenburger Land („Manchester Norddeutschlands“). Neben der Schifffahrt entwickelte sich auch das Handwerk weiter; zur selben Zeit standen grundlegende Veränderungen in der Verwaltung an. Da Varel 1858 zur Stadt 1. Klasse mit eigenem, von Bürgern gewähltem Stadtrat wurde, folgte einige Jahre später eine Umwandlung des Waisenheims in eine städtische Anstalt. Die Verwaltung lag unmittelbar beim Staat.

### 20. Jahrhundert
In den Folgejahren nahm das Waisenhaus bis zu 38 Kinder gleichzeitig auf und wurde weiter ausgebaut. Die nächste Umstrukturierung fand 1978 statt: Ein Konzeptwechsel hin zu einem heilpädagogischen Kinderheim mit Veränderungen in der Satzung, neuen bauliche und organisatorische Lösungen wurden dringend nötig. Infolgedessen wurden zwischen 1982 und 1992 drei Wohnhäuser erworben, um Außenwohngruppen unterzubringen und so eine intensivere Betreuung in Kleingruppen zu ermöglichen.
Der heutige Träger des Hauses ist der Bezirksverband Oldenburg. Es ist gelungen, dem Stiftungszweck über 300 Jahre kontinuierlich treu zu bleiben und ihn zu verteidigen. Im Jahr 1996 wurde das Gebäude nach einem Gutachten des Landesamtes für Denkmalpflege zu einem profanen „Denkmal von nationalem Rang“  ernannt und auf diese Weise Förderungen zum Erhalt und zur Sanierung ermöglicht.

## Sanierungsarbeiten
Schon zur Gründungszeit des Stifts stellte das Gebäude etwas selten Bedeutungsvolles dar. Im holländischen Renaissancestil erbaut, wies es nach jahrhundertelanger Nutzung gegen Ende des 20. Jahrhunderts massive Mängel auf, die zu beheben waren. Ein Gutachten von 1990 stellte heraus, dass vor allem die ursprünglich belassene Dachbalkenkonstruktion von innen heraus verfaulte. Mehrere Millionen Mark wurden von einem Förderverein, der Stadt Varel, dem Land Niedersachsen, der Lotto-Stiftung, der Bezirksregierung Weser-Ems und dem Landkreis Friesland aufgebracht, um in drei Etappen eine Sanierung finanzieren zu können. Zwischen 1996 und 2000 schaffte es der leitende Architekt Hans-Heino Predel, Fehlsanierungen zu beheben und das Dach mit einer Art Metallstütze zu versehen, um die Stabilität wiederherzustellen. In den Obergeschossen mussten die Böden erneuert werden, da alte Dielen sich verzogen hatten. Außerdem wurde die Fassade behutsam gesäubert und die Frontbeschriftungen wiederhergestellt. Alle Arbeiten erforderten große Vorsicht, um keinen weiteren Schaden anzurichten. Ursprünglich verlief eine alte Graft um das Gebäude, die um eine Biegung erweitert wurde, um den historischen Verlauf wiederherzustellen. Die Ernennung des Waisenstifts zu einem „Denkmal von nationalem Rang“ ermöglichte erst, nötige Bundesmittel für die Sanierung in Anspruch zu nehmen. Vorher war eine Kernsanierung aus Kostengründen nicht möglich.